# گلوریا ویلانوبوس
گلوریا ویلانوبوس (انگلیسی: Gloriana Villalobos؛ زادهٔ ۲۰ اوت ۱۹۹۹) بازیکن فوتبال اهل کاستاریکا است.

وی همچنین در تیم‌های ملی فوتبال زنان کاستاریکا بازی کرده‌است.
وی در مسابقات کشوری و بین‌المللی در مجموع برندهٔ ۱ مدال برنز شده‌است.